# Urban Ehrlich
Urban Ehrlich (* 9. Juli 1822 in Possau bei Maria Saal; † 23. Juni 1898 in Klagenfurt) war ein österreichischer Schriftsteller.
Urban Ehrlich verdiente seinen Lebensunterhalt als Hilfsbeamter beim Klagenfurter Magistrat. Daneben wirkte er als Schriftsteller sowie als Klagenfurter Stadtchronist.

## Werke
- Chronik, 1877
- Erinnerungen an Klagenfurt, seine alten Häuser und Familien, 1890
- Neuestes Stadtbuch von Klagenfurt, 1893